# Praunfalk (Gemeinde Bad Aussee)
Praunfalk ist ein Ort im Ausseerland des Salzkammerguts in der Steiermark und gehört zur Stadtgemeinde Bad Aussee im Bezirk Liezen.

## Geographie
Das Dorf Praunfalk befindet sich 35 Kilometer westlich von Liezen, direkt nördlich von Bad Aussee. Es liegt an der Altausseer Traun, auf um die 640 m ü. A. Höhe.
Durch Praunfalk führt die Altausseerstraße (L702) nach Altaussee. Der Ort ist weitgehend mit dem Hauptort verwachsen und bildet inzwischen einen Stadtteil. Der nördliche Teil heißt Praunfalksiedlung.
|              | Hollau (Gem. Altaussee) Wald                |             |
| Reitern      | Kompassrose, die auf Nachbargemeinden zeigt | Obertressen |
| Lerchenreith |                                             | Bad Aussee  |

## Geschichte
Die Ortslage ist jung und entstand Ende des 19. Jahrhunderts um das Sanatorium Obertressen. Es wurde 1896 als Dr. Schreiber’s Soolbad respektive Badehotel Elisabeth vom Wiener Arzt Josef Schreiber (1835–1908) gegründet. Seit 1979 ist es ein Steiermärkisches Landesjugendheim. Das Nebengebäude, die Badeanstalt, steht unter Denkmalschutz.
Der Ortsname kommt wohl vom Hallamtsverweser Christoph von Praunfalk († 1545), der Name findet sich später als Flurname.
Ein weiteres denkmalgeschütztes Objekt des gründerzeitlichen Villenviertels ist das Dorrekheim. Es war seit 1964 Internat (Landesschülerheim) für die städtischen Schulen gewesen, wurde als solches aber 2013 geschlossen.
Praunfalk gehörte mit ganz Obertressen bis 1938 zu Grundlsee, dieses wurde im Zuge des Anschlusses nach Bad Aussee eingemeindet.
1950 übersiedelte die Knabenhauptschule, die auf die 1919 begründete Bürgerschule für Knaben im Gewerbeschulhaus zurückgeht, hierher. Die Schule wurde direkt neben dem Dorrekheim errichtet (Plaisirgasse). Sie wurde später die Hauptschule II Otto-Körber-Schule. 1960 wurde auch die Privatmittelschule („Höttl-Schule“), nachmalig öffentliches Oberstufen-Realgymnasium, das heutige Erzherzog Johann BORG Bad Aussee, hier untergebracht. Zu ihren Schülern gehörten beispielsweise Niki Lauda oder André Heller. Diese Schule übersiedelte 1984/85 ins neue Bundesschulzentrum in Unterkainisch. Die Mädchenhauptschule, 1939 gegründet, wurde 1962 ebenfalls hierher verlegt. Sie wurde die Hauptschule I Hans-Gielge-Schule. Per 2013/14 wurden beide Schulen in der Neuen Mittelschule NMS Bad Aussee vereint.

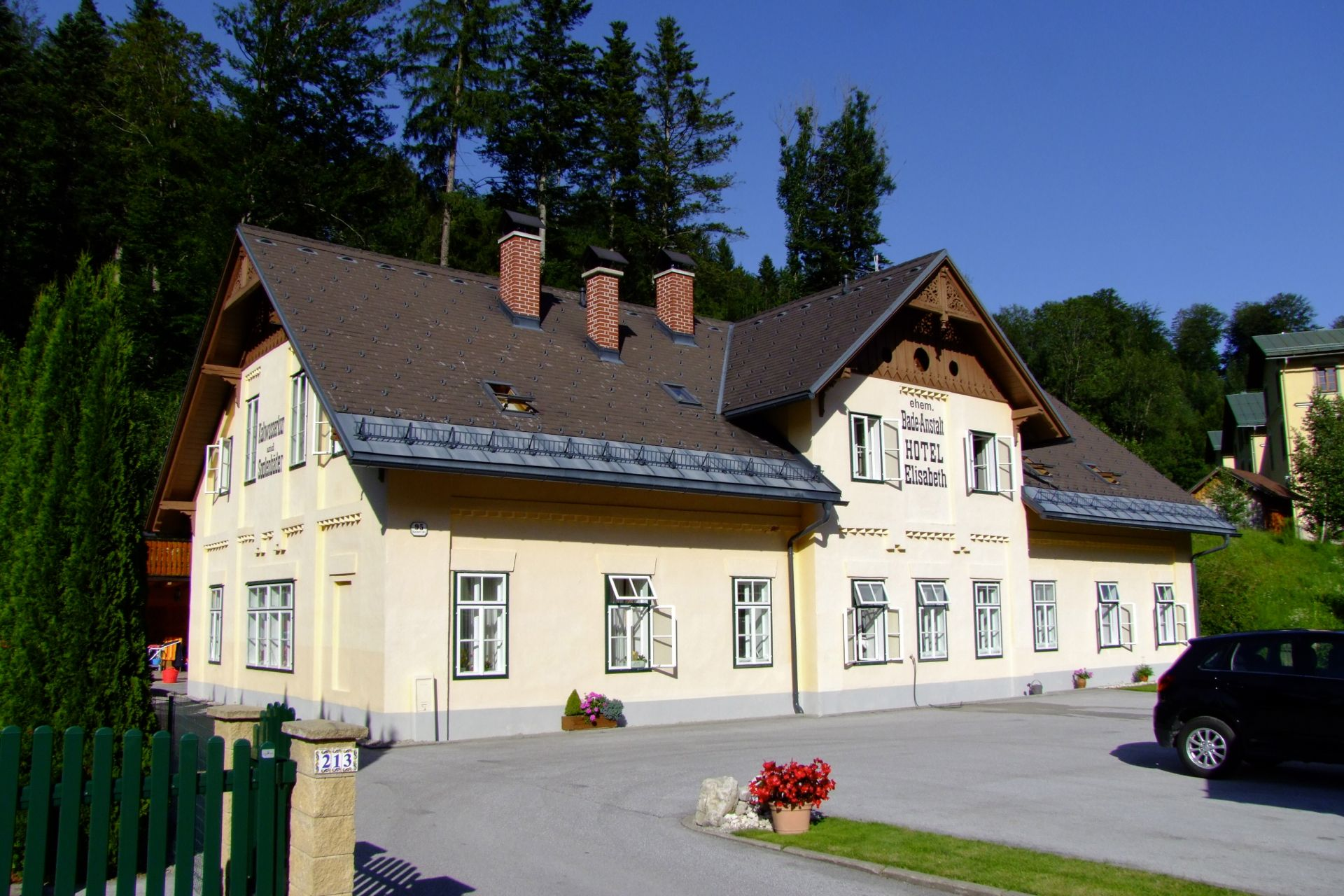
Hotel Elisabeth, ehem. Badeanstalt
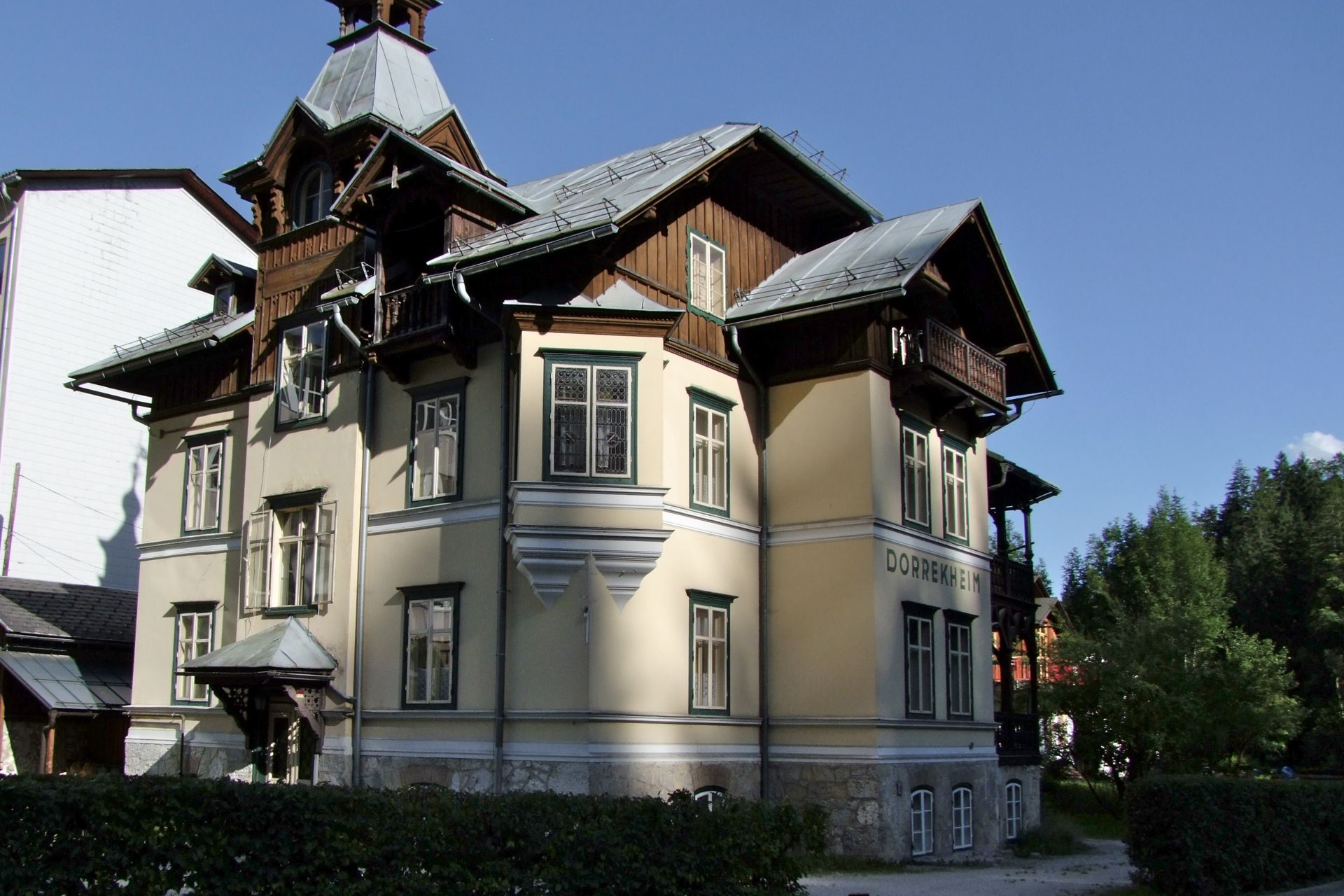
Villa, Dorrekheim

## Nachweise
- 61207 – Bad Aussee. Gemeindedaten der Statistik Austria

1. ↑  Elisabethheim/Hausgeschichte. elisabethheim.at (abgerufen am 1. April 2018).
2. ↑  Braunfalk für einen Hügel. Ed. Pohl: Der Curort Aussee in Steiermark. Reihe Braumüller's Bade-Bibliothek Nr. 41, 2. Auflage, Verlag Wilhelm Braumüller, Wien 1871, S. 7 (Digitalisat, Google, vollständige Ansicht).
3. ↑  Ausseer. Das Magazin der Stadtgemeinde Bad Aussee, Ausgabe 1, Februar 2014, Historisches & Interessantes, S. 19 (ganzes Haft, pdf, badaussee.at).
4. ↑  Land schließt Heime in Aigen und Bad Aussee. In: Kleine Zeitung online, 9. Oktober 2012.
5. 1 2 3  Schulgeschichte. nms-badaussee.at (abgerufen am 16. April 2018).